# کارلایل-راکلج (آلاباما)
کارلایل-راکلج (به انگلیسی: Carlisle-Rockledge) شهرکی در شهرستان اتوا ایالت آلاباما است که مساحت آن ۴۱٫۹۴ کیلومترمربع است و در سرشماری سال ۲۰۱۰ میلادی، ۲٬۱۳۷ نفر جمعیت داشته و تراکم جمعیتی آن، ۵۰٫۹۵ در کیلومترمربع بوده است.